# Ca Montserrat Cuadrada i el molí de la Costa de Portal Nou
Ca Montserrat Cuadrada i el molí de la Costa de Portal Nou és una obra de Valls (Alt Camp) protegida com a Bé Cultural d'Interès Local.

## Descripció
Edifici situat en la cantonada del carrer Portal Nou i carrer de Montserrat. Es tracta d'una construcció de diferents altures, degut a la seva situació en la costa del carrer Portal Nou. És el resultat de l'annexió de diferents construccions, que es demostra en la diferència de ritmes i obertures. La façana principal és aquella que dona al carrer Portal Nou, on s'ubica el portal d'accés amb llinda i brancals de pedra, models que es segueix en les dues obertures que el flanquegen, que es troben semi-tapiades. La façana presenta un ritme simètric de balconades i finestres. Destaca l'escut situat sobre la finestra balconera central del primer pis.
L'altra part de la façana, a la dreta de la principal, és menys uniforme tot i que presenta restes arquitectòniques d'un antic molí. Queda unificat amb tot l'edifici, i s'ubica a la part en cantonada. Part d'aquesta construcció queda semi-soterrada degut a la morfologia del carrer. Resten, paredades, portes d'accés en forma d'arc rebaixat i adovellades.
Pel que fa a l'interior, d'aquesta part de Ca Montserrat Cuadrada, cal destacar els baixos, on es conserva la major part de l'estructura de l'antiga sala de moles, amb els pilars que suporten les voltes del sostre. A més, també es conserven els murs de tancament del molí, i una antiga porta d'arc de mig punt, força modificada i convertida parcialment en finestra al carrer de la Costa del Portal Nou.